# Pseudococcus elscholtriae
Pseudococcus elscholtriae är en insektsart som beskrevs av Shinji 1936. Pseudococcus elscholtriae ingår i släktet Pseudococcus och familjen ullsköldlöss. Inga underarter finns listade i Catalogue of Life.